# Soleb
Soleb – starożytne egipskie miasto w Nubii, na terenie obecnego Sudanu, ok. 500 km na południe od egipskiego Asuanu. Położone pomiędzy II a III kataraktą, na zachodniej stronie Nilu.
Znajdują się tam pozostałości po wielkiej świątyni wybudowanej z piaskowca przez Amenhotepa III, odkryte i opisane przez Lepsiusa podczas jego pierwszej ekspedycji w 1844. Soleb jest najbardziej wysuniętą na południe znaną świątynią tego faraona. Władca ten poświęcił ją bogu Amonowi-Re. Miała ona ok. 120 m długości. Podstawy kolumn w jednej z sal ozdobiono hieroglifami z listą ziem podporządkowanych temu władcy. Każde z nich przedstawiono pod postacią jeńca z rękami związanymi na plecach i tarczą z nazwą kraju lub ludu, z którego pochodził. Jeden z ludów opisany jest jako Szasu z Yhw, co z uwagi na podobieństwo do hebrajskiego tetragramu imienia Bożego JHWH uważa się za najstarszą wzmiankę na temat Izraelitów.
Rzeźby i groby zostały następnie odzyskane i zostały ponownie wykorzystane w innych miejscach, takich jak Gebel Barkal, gdzie znaleziono dwa czerwone lwy granitowe (zw. Prudhoe lions), znajdujące się obecnie w British Museum w Londynie.
W mieście znajduje się również rozległy cmentarz z tego okresu, z małymi grobowcami w kształcie piramid. Groby pochodzą głównie z okresu XVIII dynastii.

## Galeria

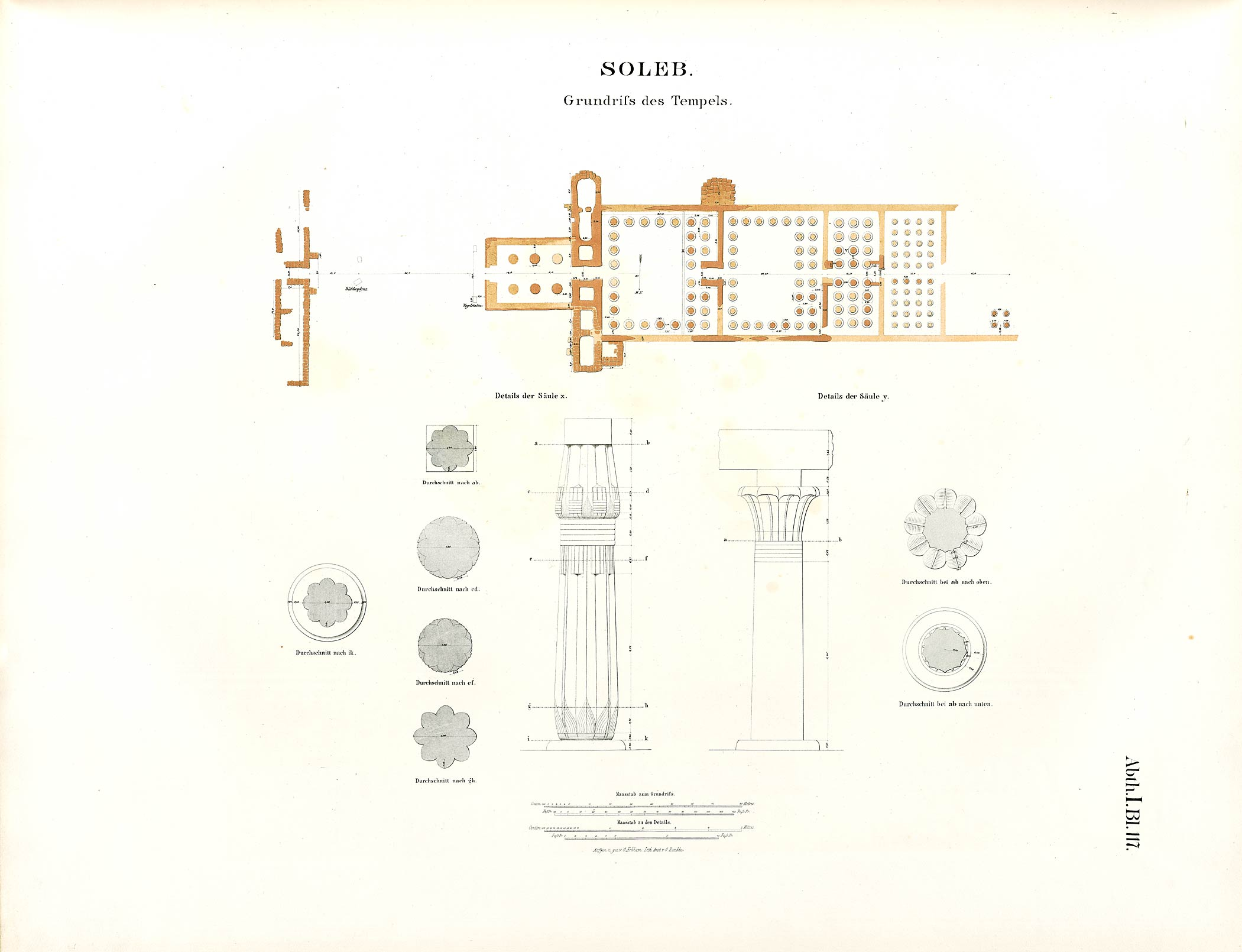
Plan świątyni według K. R. Lepsiusa
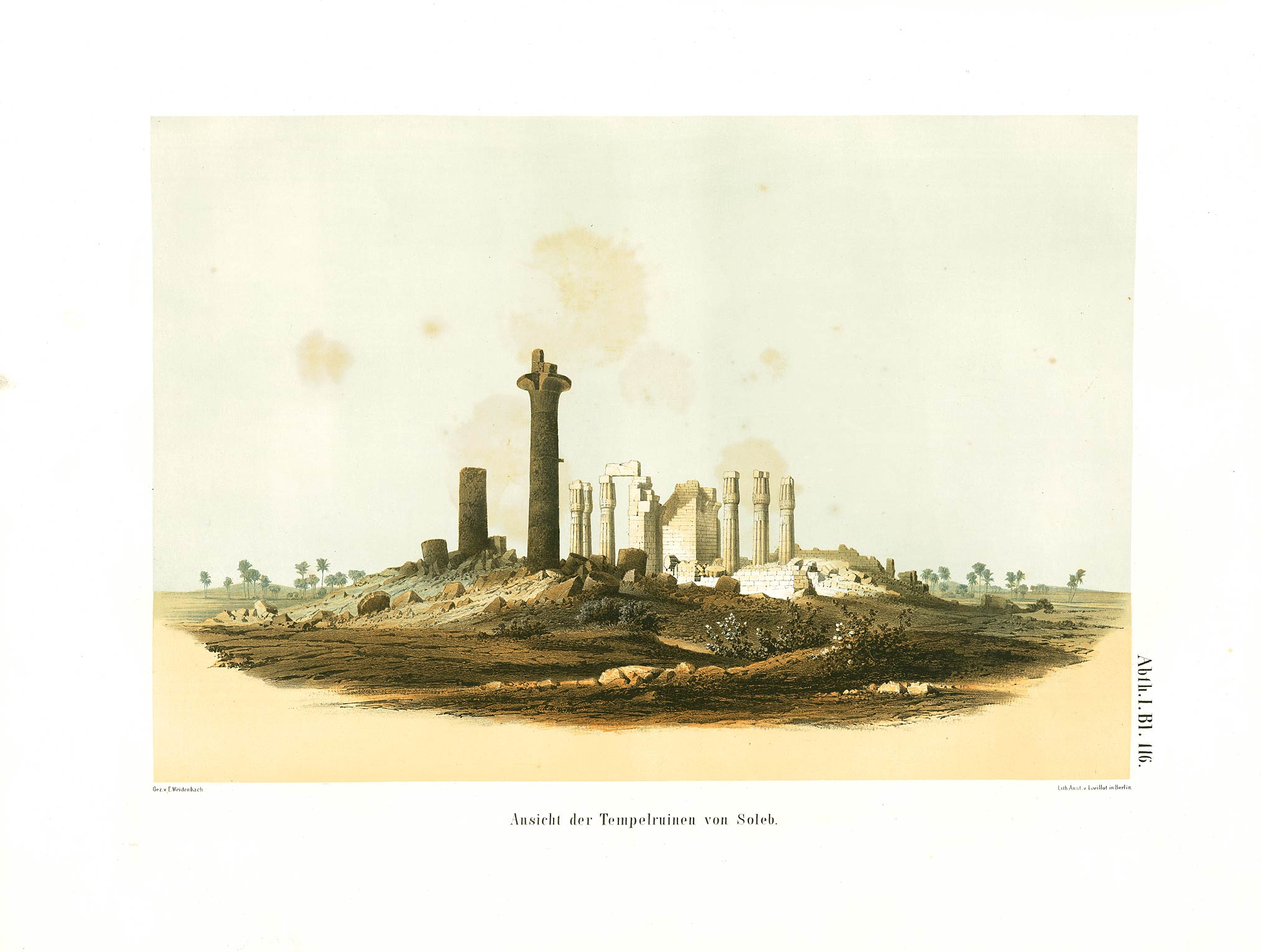
Widok świątyni
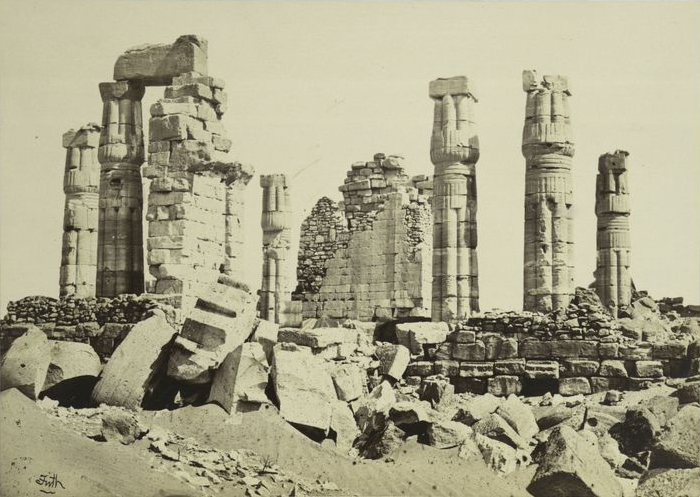
Widok kolumn świątyni
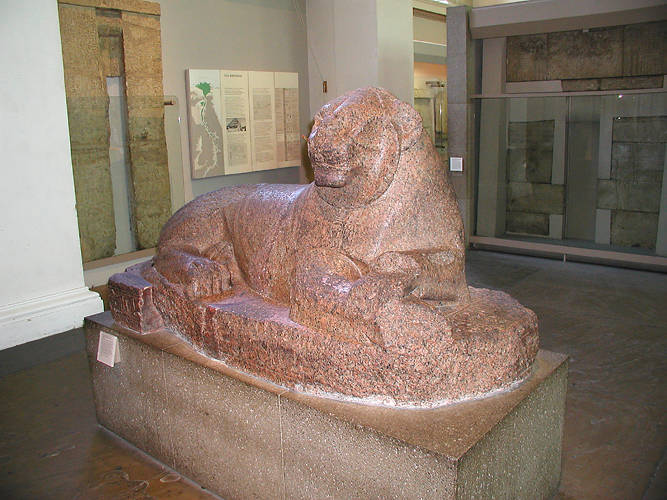
Lew z Soleb w British Museum